# بيانتشلي كرد
بيانتشلي كرد هي قرية في مقاطعة شوط‌، إيران. يقدر عدد سكانها بـ 71 نسمة بحسب إحصاء 2016.